# Agnès Dru
Agnès Dru née en Martinique est une danseuse et chorégraphe française. Elle aborde et développe les questions de la créolisation et de la différence culturelle.

## Biographie
Agnès Dru est titulaire d’un master en philosophie et danse à l'université Paris I Panthéon-Sorbonne. Elle est formée à la danse classique en Martinique. De 2005 à 2007, elle poursuit sa formation en danse contemporaine à l’Alvin Ailey American Dance Theater à New York. Elle est ensuite danseuse pendant un an au centre chorégraphique national de Tours dirigé par Bernardo Montet. Elle est interprète pendant 3 ans dans la compagnie Heddy Maalem.
En 2010, elle est directrice artistique de la Compagnie AD. La même année, elle est lauréate du concours Visa pour la Création Afrique-Caraïbe de l’Institut Français, et obtient une résidence à la Cité Internationale des arts de Paris.
En 2016, elle présente sa pièce Balansé à Bruxelles, Paris, Cluj-Napoca en Roumanie, Oulan-Bator en Mongolie,  au Festival d'Avignon et au Festival Kanoas à Paris.
En 2017, Agnès Dru participe au projet Discriminations raciales et genrées dans la danse contemporaine martiniquaise, mené par Karine Bénac-Giroux, à Fort-de-France.

## Pièces chorégraphiques
- Fulgurance, 2011, centre chorégraphique de Tours
- Parcours de Je, solo, 2012, Théâtre Darius Milhaud, Paris
- Kalunga, pièce pour 3 interprètes et 1 musicien, 2014, Alliance française, Salvador de Bahia
- Balansé, 1 interprète et 1 clarinettiste, 2016, Festival d'Avignon